# Îles de la Petite-Terre
Cet article concerne les îles de Guadeloupe. Pour l'île de l'archipel de Mayotte, voir Petite-Terre.
Les îles de la Petite-Terre forment un groupe de deux îles de l'archipel de la Guadeloupe situées dans l'océan Atlantique, dans l'arc des Petites Antilles. Composées de Terre-de-Haut et de Terre-de-Bas, entourées par un récif corallien et administrativement rattachées à l'île de la Désirade, il s'agit d'une dépendance de la Guadeloupe. Le groupe d'îles se trouve à une dizaine de kilomètres au sud-est de la pointe des Châteaux, l'extrémité orientale de Grande-Terre de la Guadeloupe.
La réserve naturelle nationale des îles de la Petite-Terre a été créée en 1998.

## Géographie

### Topographie
L'archipel est composé de deux îles inhabitées : Terre-de-Bas, la plus grande avec 1,17 km2, et Terre-de-Haut avec 0,31 km2 de superficie ; s'y ajoute un petit écueil au sud, dit de la « Baleine du Sud » de 0,000 32 km2. Le tout forme un atoll surélevé.
Le phare de l'îlet de Petite-Terre, le plus ancien de Guadeloupe culmine à 35 mètres d'altitude sur Terre-de-Bas.

### Faune et flore

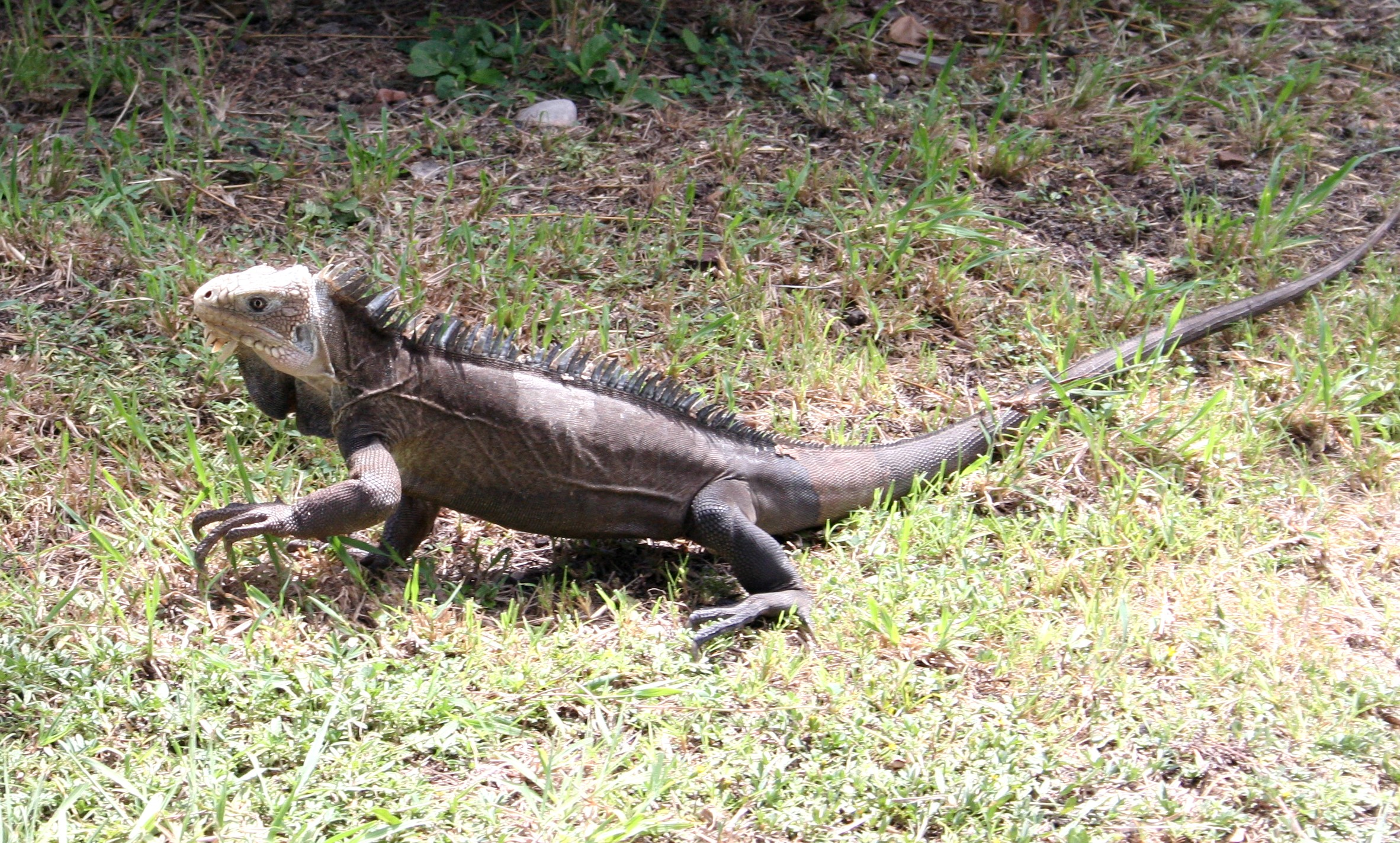
L'iguanes antillais protégé sur les deux îles.

La faune des deux îles est essentiellement composée d'iguanes antillais avec 9 500 individus, d'oiseaux migrateurs et de tortues marines auparavant chassées pour leurs œufs, leur graisse et leur carapace. Les croyances prêtaient même aux pénis des tortues des vertus aphrodisiaques. La richesse de la faune est complétée par une grande variété d'espèces de poissons et de larves protégés de la houle par le lagon et le récif corallien. L’île de Terre-de-Bas accueille également une espèce endémique de scorpion, le Oiclus tite.
Parallèlement, la flore y est très abondante et à titre d'exemple, le gaïac – espèce protégée qui a pratiquement disparue des Petites Antilles –, autrefois utilisé pour la fabrication de boules de billard et de poulies, ou encore l'agave ne fleurissant qu'une fois dans sa vie y sont des espèces protégées. Ainsi, pour des raisons écologiques, pour réguler l'affluence touristique et pour une meilleure conservation de cette faune et de cette flore, les îles de la Petite-Terre sont classées réserve naturelle depuis septembre 1998 avec une extension sur le domaine marin de 842 hectares entourant les deux îlets.

## Histoire
Les Arawaks et les Kalinagos occupent l'archipel entre 500 et 1500. L'économie s'articule alors autour de l'élevage, de la pêche, du commerce et de la culture du coton rendue possible grâce à la récupération de l'eau de pluie dans des citernes.
Redécouvertes par Christophe Colomb, les îles ne sont occupées qu'à partir du XVIIIe siècle en raison d'une absence d'eau potable. L'occupation humaine cesse définitivement en 1972. Désormais, seuls les gardiens de la réserve naturelle nationale des îles de la Petite-Terre, créée en 1998, résident sur place.

## Administration
Les îles de la Petite-Terre sont rattachées à la commune de La Désirade.

## Tourisme
Les îles de la Petite-Terre participent au tourisme en Guadeloupe, avec de nombreuses personnes attirées par la préservation de leur aspect sauvage ainsi que leurs populations d'iguanes antillais et de bernard-l'ermite.
Le site étant protégé, les navettes (bateau à moteur ou catamaran au départ de Saint-François) sont cependant limitées à deux par jour. Le phare de l'îlet de Petite-Terre, localement appelé « phare du bout du monde », est reconverti en musée de la faune et de la flore. Terre-de-Haut est rigoureusement interdite au public ; c'est une zone préservée du contact humain et seuls des scientifiques et les gardiens de la réserve sont autorisés à s'y rendre. Les accompagnateurs des navettes le précisent bien aux touristes, car il peut y avoir des risques d'amende et de blâme pour non-respect de la réglementation.

## Galerie

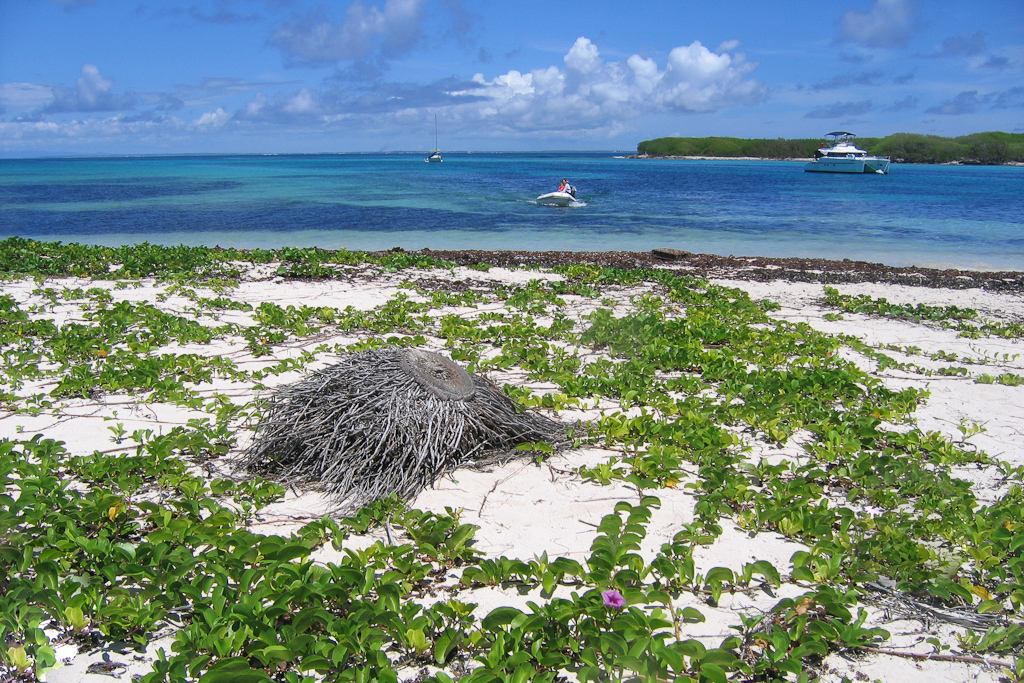
Débarquement sur Terre-de-Bas
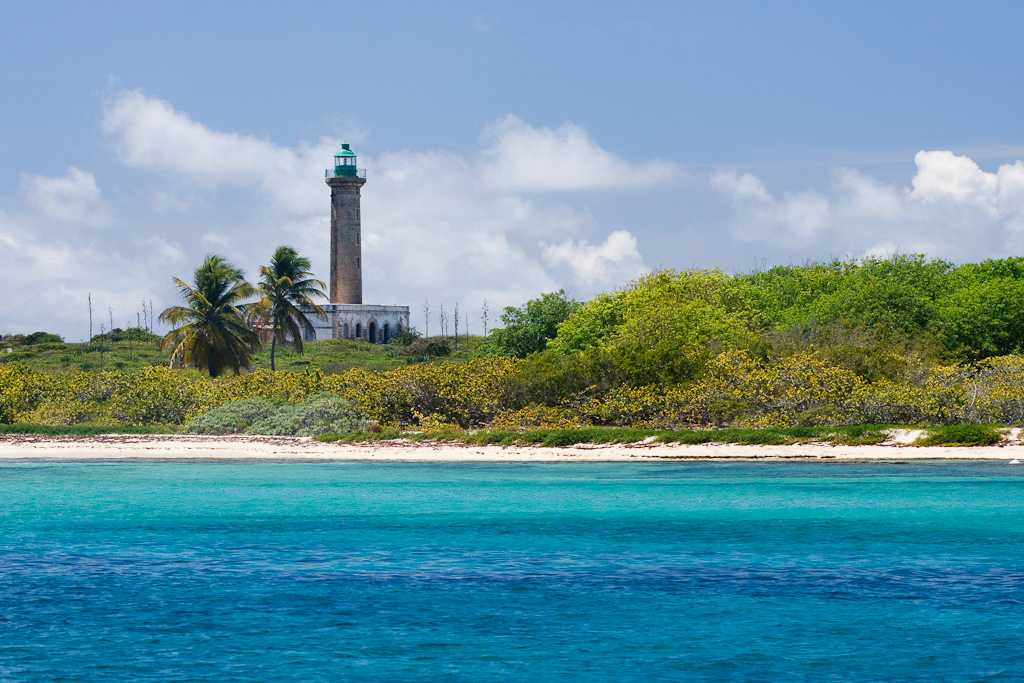
Le phare de l'îlet de Petite-Terre.
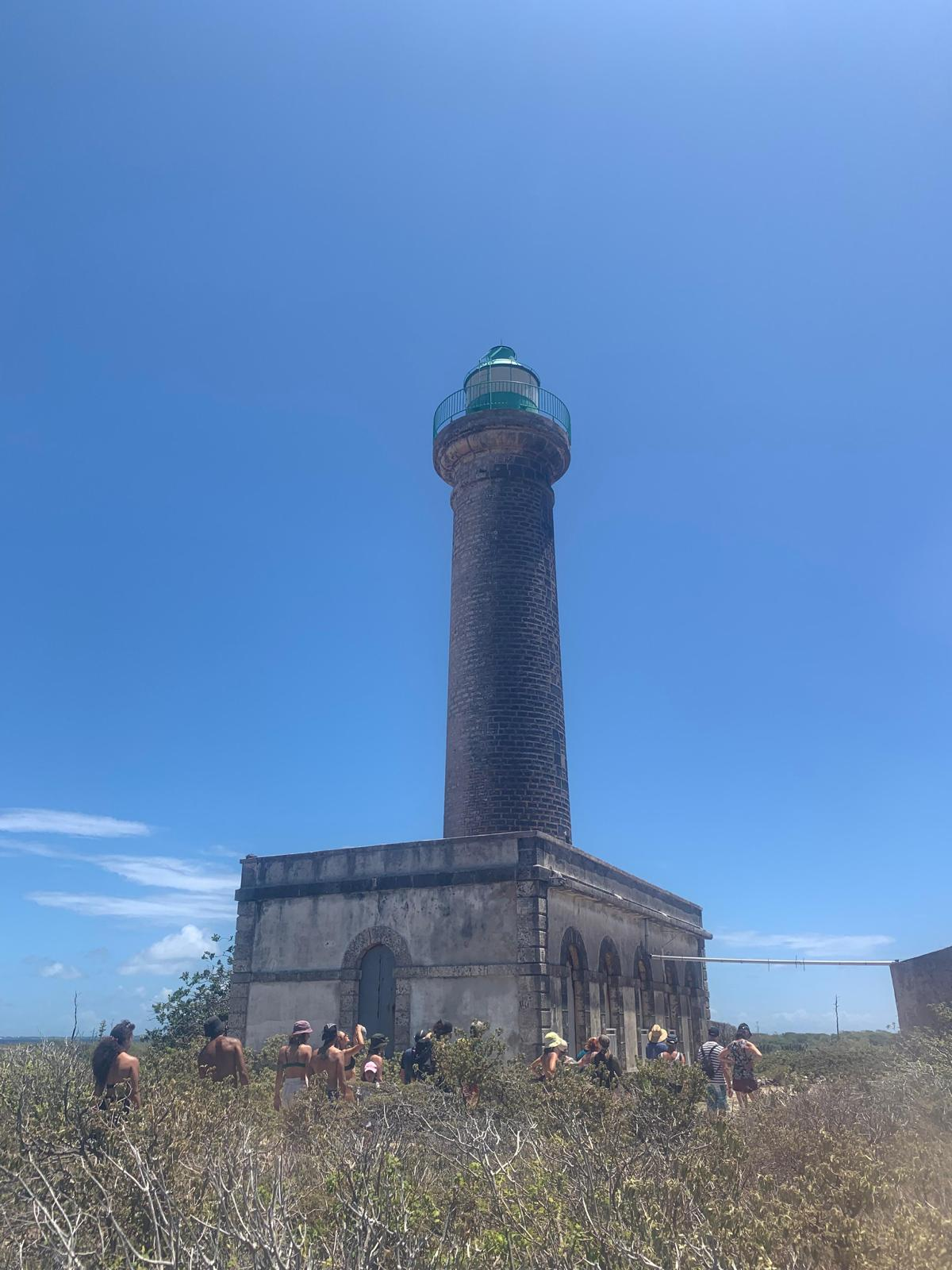
Le phare.
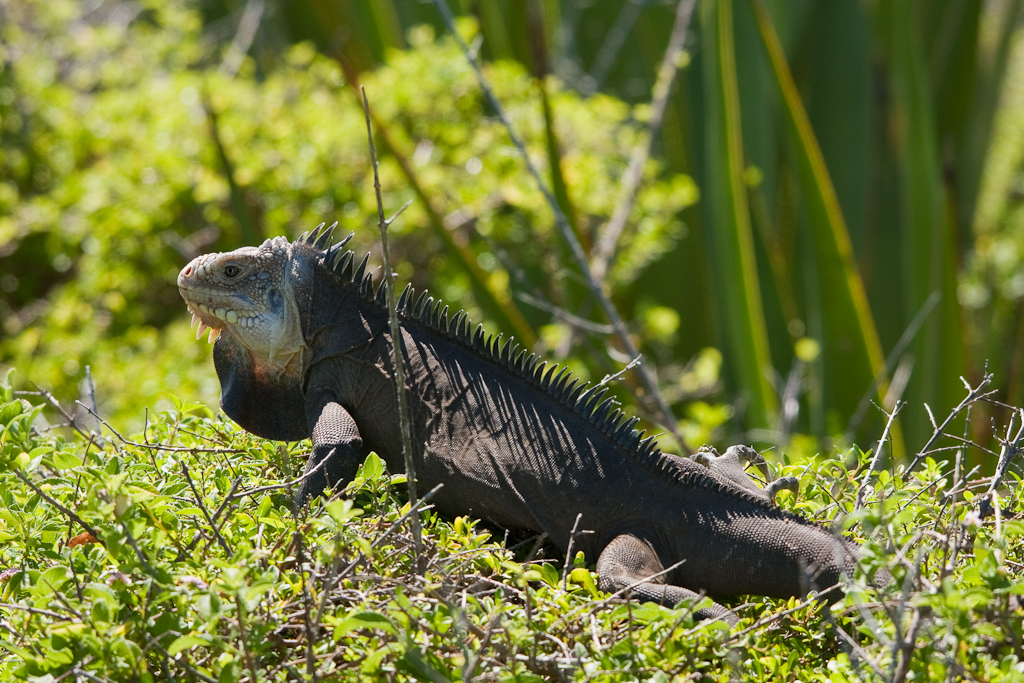
Iguane antillais.